# Sesamin
Sesamin ist eine natürlich vorkommende organische Verbindung aus der Gruppe der Lignane, die zwei Benzodioxoleinheiten aufweist und beispielsweise in Sesam und Sesamöl vorkommt.

## Vorkommen und Biosynthese

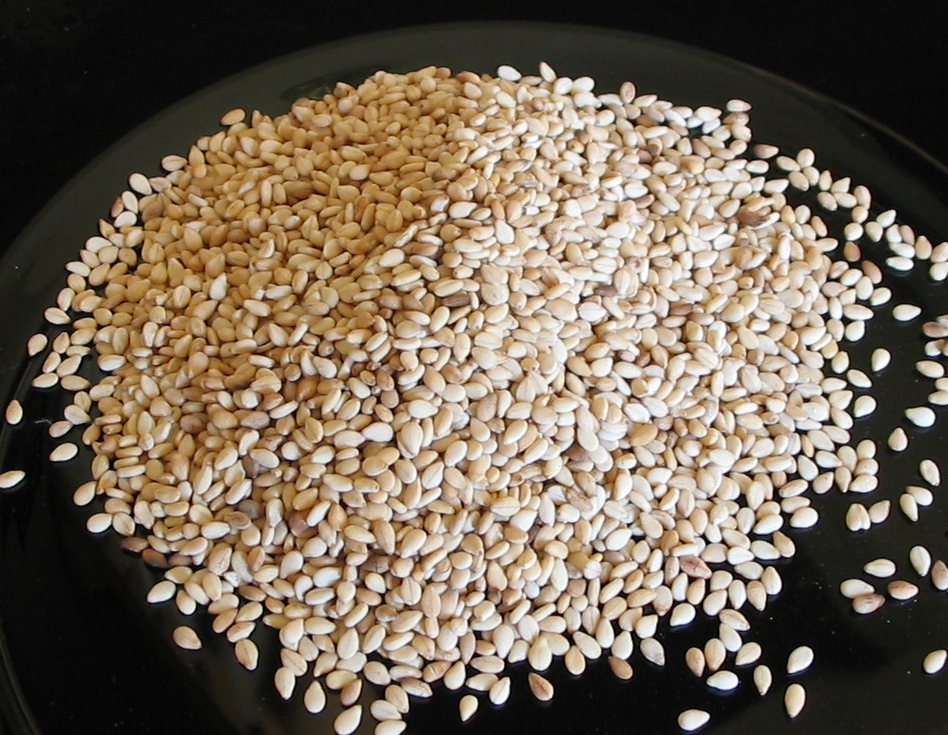
Sesamsamen und daraus hergestelltes Öl enthalten Sesamin

Sesamin kommt in Sesam vor und macht einen Anteil von 0,5–1,1 % in Sesamöl aus. Es ist die mengenmäßig wichtigste Lignanverbindung vor dem verwandten Sesamolin. Es kommt auch in diversen anderen Pflanzen der gleichen Ordnung (Lamiales) vor, darunter Blauglockenbaum, Phyllarthron comorense (Gattung Phyllarthron), Tabebuia rosea (Gattung Tabebuia), Aptosimum spinescens (Familie Braunwurzgewächse) und Gmelina arborea. Daneben wurde es auch in Pflanzen anderer Ordnungen nachgewiesen, unter anderem im Mehrjährigen Bertram, der Dalmatinischen Insektenblume, der Strauchmargerite, der Schwarz-Erle, der Gemeinen Fichte, dem Ginkgo, dem Europäischen Queller und Arten der Gattung Magnolia.
Die biosynthetischen Vorläufer entstammen dem Shikimisäure-Weg. Phenylalanin wird zunächst über Zimtsäure, Cumarsäure, Kaffeesäure, Ferulasäure, Feruloyl-CoA und Coniferylaldehyd zu Coniferylalkohol umgewandelt. Dessen Dimerisierung ergibt Pinoresinol. Anschließend werden in zwei Stufen die Benzodioxoleinheiten aufgebaut und es ergeben sich die entsprechenden Verbindungen mit einer (Piperitol) beziehungsweise zwei (Sesamin) Benzodioxoleinheiten. Sesamin ist wiederum der biosynthetische Vorläufer von Sesaminol und ein möglicher Vorläufer von Sesamolin.

## Eigenschaften
Sesamin weist diverse pharmakologische Effekte auf, unter anderem wirkt es sowohl antioxidativ als auch entzündungshemmend. In mehreren Studien in vitro und in vivo (an Ratten und an Menschen) wurde ein blutdrucksenkender Effekt festgestellt, der vermutlich auf der Hemmung der Enzyme NOX2 und NOX4 beruht. In Tierversuchen wurde nach Gabe von Sesamin eine Verringerung der Thrombose-Anfälligkeit festgestellt.